# Dendrelaphis binhi
Dendrelaphis binhi — вид неотруйних змій родини полозових (Colubridae). Описаний у 2023 році.

## Етимологія
Вид названо на честь в'єтнамського герпетолога Нго Ван Біня.

## Поширення
Ендемік В'єтнаму. Поширений у прибережній смузі на півдні країни. Типовий зразок зібрано в окрузі Туйфонг в провінції Біньтхуан на висоті 34 м над рівнем моря.

## Опис
Dendrelaphis binhi має білуватий нижній бік і бронзово-коричневе забарвлення на спині.